# Placidium semaforonense
Placidium semaforonense är en lavart som först beskrevs av Breuss, och fick sitt nu gällande namn av Breuss. Placidium semaforonense ingår i släktet Placidium och familjen Verrucariaceae.   Inga underarter finns listade i Catalogue of Life.